# رابطه کوبو
در فیزیک، رابطه کوبو (انگلیسی: Kubo formula) رابطه‌ای است که پاسخ خطی یک کمیت مشاهده‌پذیر را ناشی از یک اختلال وابسته به زمان بیان می‌کند. یک سامانه‌ی کوانتومی توصیف‌شده توسط هامیلتونین وابسته به زمان {\displaystyle H_{0}} را در نظر می‌گیریم. برای عملگر {\displaystyle {\hat {A}}} خواهیم داشت:
{\displaystyle \langle {\hat {A}}\rangle ={1 \over Z_{0}}\operatorname {Tr} \,[{\hat {\rho _{0}}}{\hat {A}}]={1 \over Z_{0}}\sum _{n}\langle n|{\hat {A}}|n\rangle e^{-\beta E_{n}}}
{\displaystyle {\hat {\rho _{0}}}=e^{-\beta {\hat {H}}_{0}}=\sum _{n}|n\rangle \langle n|e^{-\beta E_{n}}}
که در آن {\displaystyle Z_{0}=\operatorname {Tr} \,[{\hat {\rho }}_{0}]} تابع پارش است. حال فرض کنیم که پس از زمان {\displaystyle t=t_{0}} یک اختلال به سامانه وارد شده باشد. این اختلال با یک  تابعیت زمان در هامیلتونین بیان می‌شود: {\displaystyle {\hat {H}}(t)={\hat {H}}_{0}+{\hat {V}}(t)\theta (t-t_{0}),} که در آن {\displaystyle \theta (t)} تابع پله‌ای هویساید بوده و {\displaystyle {\hat {V}}(t)} هرمیتی است، به گونه‌ای که {\displaystyle {\hat {H}}(t)} برای {\displaystyle t-t_{0}} دارای یک مجموعه کامل از ویژه‌مقدارهای حقیقی {\displaystyle E_{n}(t).} (وابسته به زمان) است.
تحول زمانی بردارهای حالت {\displaystyle |n(t)\rangle } پیرو معادله شرودینگر است {\displaystyle i\partial _{t}|n(t)\rangle ={\hat {H}}(t)|n(t)\rangle ,}  (در تصویر شرودینگر)، اما از آنجایی که {\displaystyle {\hat {V}}(t)} را می‌توان یک اختلال کوچک قلمداد کرد، ساده‌تر آن است که نمایش تصویر اندرکنش را در پایین‌ترین مرتبه به کار گرفت، {\displaystyle |{\hat {n}}(t)\rangle ,}. تحول زمانی در این تصویر به صورت {\displaystyle |n(t)\rangle =e^{-i{\hat {H}}_{0}t}|{\hat {n}}(t)\rangle =e^{-i{\hat {H}}_{0}t}{\hat {U}}(t,t_{0})|{\hat {n}}(t_{0})\rangle ,} که طبق تعریف برای هر t و {\displaystyle t_{0}} داریم: {\displaystyle |{\hat {n}}(t_{0})\rangle =e^{i{\hat {H}}_{0}t_{0}}|n(t_{0})\rangle }
تا مرتبه‌ی خطی در {\displaystyle {\hat {V}}(t)} داریم {\displaystyle {\hat {U}}(t,t_{0})=1-i\int _{t_{0}}^{t}dt'{\hat {V}}(t')}. بنابراین برای {\displaystyle {\hat {A}}(t)} به دست می‌آید: 
{\displaystyle {\begin{array}{rcl}\langle {\hat {A}}(t)\rangle &=&\langle {\hat {A}}\rangle _{0}-i\int _{t_{0}}^{t}dt'{1 \over Z_{0}}\sum _{n}e^{-\beta E_{n}}\langle n(t_{0})|{\hat {A}}(t){\hat {V}}(t')-{\hat {V}}(t'){\hat {A}}(t)|n(t_{0})\rangle \\&=&\langle {\hat {A}}\rangle _{0}-i\int _{t_{0}}^{t}dt'\langle [{\hat {A}}(t),{\hat {V}}(t')]\rangle _{0}\end{array}}}
این رابطه برای هر نوع عملگری برقرار است. 